# Casino Royale (bande originale, 2006)
Pour les articles homonymes, voir Casino Royale.
Albums de David Arnold
Stoned
(2005) Hot Fuzz
(2007)
Bandes originales James Bond
Meurs un autre jour
(2002) Quantum of Solace
(2008)
La bande originale de Casino Royale, le 21e James Bond, a été mise en vente par Sony Classical le 14 novembre 2006. La musique est composée par David Arnold. C'est la quatrième et avant-dernière bande originale de la série des James Bond composée par David Arnold qui est le huitième compositeur à s'y atteler.

## Titres
| 1.    | African Rundown               | 6:52  |
| 2.    | Nothing Sinister              | 1:27  |
| 3.    | Unauthorised Access           | 1:08  |
| 4.    | Blunt Instrument              | 2:22  |
| 5.    | CCTV                          | 1:30  |
| 6.    | Solange                       | 0:59  |
| 7.    | Trip Aces                     | 2:06  |
| 8.    | Miami International           | 12:43 |
| 9.    | I'm the Money                 | 0:27  |
| 10.   | Aston Montenegro              | 1:03  |
| 11.   | Dinner Jackets                | 1:52  |
| 12.   | The Tell                      | 3:23  |
| 13.   | Stairwell Fight               | 4:12  |
| 14.   | Vesper                        | 1:44  |
| 15.   | Bond Loses It All             | 3:56  |
| 16.   | Dirty Martini                 | 3:49  |
| 17.   | Bond Wins It All              | 4:32  |
| 18.   | The End of an Aston Martin    | 1:30  |
| 19.   | The Bad Die Young             | 1:18  |
| 20.   | City of Lovers                | 3:30  |
| 21.   | The Switch                    | 5:07  |
| 22.   | Fall of a House in Venice     | 1:53  |
| 23.   | Death of Vesper               | 250   |
| 24.   | The Bitch Is Dead             | 1:05  |
| 25.   | The Name's Bond... James Bond | 3:49  |
| 74:20 |                               |       |